# Huzhu
Huzhu, tidigare stavat Huchu, är ett härad för tufolket som lyder under Haidongs stad på prefekturnivå i Qinghai-provinsen i västra Kina.